# Jerry Silaa
Jerry William Silaa (* 9. Februar 1982) ist ein tansanischer Politiker. Er ist Mitglied der Partei Chama Cha Mapinduzi (CCM), Parlamentsmitglied und seit 2023 Minister für Land-, Wohnungs- und Siedlungsentwicklung.

## Leben
Jerry Silaa besuchte von 1989 bis 1995 die Grundschule in Ukonga, einem Stadtteil von Daressalam, anschließend die Pugu Secondary School und dann bis 2002 die Jitegemee Secondary School, beide ebenfalls in Daressalam. Seine weitere Ausbildung machte er am National Board of Accountants and Auditors (NBAA), die er 2004 mit eine Zertifikat abschloss. Gleichzeitig studierte er Elektronik an der University of Dar es Salaam und erwarb 2005 den Titel Bachelor. Ebenfalls mit dem Titel Bachelor schloss er 2015 das Studium der Rechtswissenschaften an der Open University of Tanzania ab. Seine Ausbildung beendete er 2015 mit dem Titel Master der Betriebswirtschaftslehre am Eastern and Southern African Management Institute (ESAMI).

## Politik
Jerry Silaa wurde im Jahr 2005 Bezirksrat und 2010 Bürgermeister in Ilala, einem Distrikt der Region Daressalam. Zwei Jahre später wurde er Mitglied des Zentralkomitees von Chama Cha Mapinduzi und 2020 Parlamentsmitglied für den Wahlkreis Ukonga in Daressalam.
Im Jahr 2023 ernannte ihn Präsidentin Samia Suluhu Hassa zum Minister für Land-, Wohnungs- und Siedlungsentwicklung.